# Urbild (Kartografie)
In der mathematischen Kartografie und Geodäsie ist das Urbild die Oberfläche jenes Körpers, der durch eine Projektion auf eine Ebene oder andere Regelfläche abgebildet werden soll.
Meist ist dieses Urbild eine Kugel – die Erdkugel, eine Einheitskugel (Radius = 1) oder die Sphäre des Sternhimmels. Statt der Erdkugel muss bei Genauigkeiten ab 0,3 Prozent (bei üblichen Karten und in der Navigation ist dies bereits etwas ungenauer als die Kartometrie mit gutem Maßstab oder Winkelmesser) das Erdellipsoid genommen werden.
Die Messgenauigkeit der Geodäsie liegt bei {\displaystyle 10^{-5}} bis {\displaystyle 10^{-9}}, also bei mindestens 0.001 %, weshalb das Urbild der Geodäten immer ein Ellipsoid oder das Geoid sein muss. Die „Unebenheiten“ (sprich Berge und Täler, Meerestiefen und Gebäude) werden schon vorher „eingeebnet“, was den Rückbezug zur ersten, „barocken“ Sichtweise herstellt.